# Pierre Cartier (joaillier)
Pierre Camille Cartier est né le 10 mars 1878 et mort le 27 octobre 1964. Petit-fils de Louis-François Cartier, c'est le fondateur des branches londonienne et new-yorkaise de la maison Cartier.

## Biographie

### Jeunesse et famille
Pierre est le fils d'Alfred Cartier  (1841-1925) et le petit-fils de Louis-François Cartier (1819-1904). 
Il a deux frères, Louis Joseph Cartier (1875-1942) et Jacques-Théodule Cartier (1884–1941), et une sœur, Suzanne (1885-1960).

### Carrière et vie personnelle
En 1902, Pierre Cartier ouvre la première succursale de la maison Cartier à Londres.
Il épouse Elma Rumsey avec laquelle il a une fille Marion (1912-1994).
En 1909, il déménage aux États-Unis et crée la première succursale de la maison à New York.
Après la mort de ses frères en 1941 et 1942, Pierre revient prendre la tête de l'entreprise à Paris. Il y reste jusqu'en 1947, date à laquelle il se retire à Genève.